# Sternopatagus sibogae
Sternopatagus sibogae is een zee-egel uit de familie Calymnidae.
De wetenschappelijke naam van de soort werd in 1904 gepubliceerd door Johannes Cornelis Hendrik de Meijere.